# Titus von Lanz
Titus Lanz, seit 1918 Ritter von Lanz (* 4. Januar 1897 in Passau; † 4. Februar 1967) war ein deutscher Anatom.

## Leben

### Familie
Er war der Sohn des gleichnamigen bayerischen Oberstleutnants a. D. und dessen Ehefrau Luise, geborene Leuze. Lanz hatte sich am 27. Dezember 1923 mit Hertha, geborene Marcus verheiratet. Mit ihr hatte er fünf Kinder. Sein ältester Sohn fiel am 7. Mai 1945 kurz vor Beendigung des Zweiten Weltkriegs als Soldat in Italien und sein jüngster Sohn Ulrich Lanz (* 15. November 1940 in München) wurde ebenfalls Arzt und ein renommierter Handchirurg. Nachdem Titus von Lanz’ Ehefrau 1948 verstorben war, verheiratete er sich erneut.

### Militärkarriere
Aufgewachsen in Ingolstadt und München verließ er das dortige Maximilians-Gymnasium und trat am 7. Februar 1916 während des Ersten Weltkriegs als Freiwilliger und Fahnenjunker in das 10. Infanterie-Regiment „König Ludwig“ der Bayerischen Armee ein. Als Fähnrich war Lanz ab 4. November 1916 bei der 7. Kompanie an der Westfront im Einsatz. Dort wurde er am 6. März 1917 zum Leutnant befördert und bis 7. Mai 1917 auch als Ordonnanzoffizier beim Regimentsstab verwendet. Lanz nahm an den Stellungskämpfen in Flandern, der Frühjahrsschlacht bei Arras und den Kämpfen um Poelkapelle während der Zweiten Flandernschlacht teil. Zu Beginn des Jahres 1918 lag er in Stellungskämpfen im Artois und wurde dort Führer der 5. Kompanie. Diese führte er auch während der Frühjahrsoffensive Ende März und ging dann wieder in den Stellungskrieg über. Am 20. August 1918 gelang es Lanz mit seiner nur noch dreißig Mann starken Kompanie einen französischen Vorstoß abzuwehren und zur Überraschung des Feindes zum Gegenangriff überzugehen. Durch diese Maßnahme konnten die Stellungen bei Crapeaumesnil gehalten werden. Nach Aussage des für diesen Abschnitt verantwortlichen Kommandierenden General Theodor von Watter trug es außerdem dazu bei, „den moralischen Faktor der ganzen Division in großem Maße zu heben“. Für diese Leistung wurde Lanz durch König Ludwig III. mit dem Ritterkreuz des Militär-Max-Joseph-Ordens beliehen. Damit verbunden war die Nobilitierung in den persönlichen Adel und er durfte sich nach Eintragung in die Adelsmatrikel Ritter von Lanz nennen.
Nach letzten Kämpfen in der Antwerpen-Maas-Stellung, räumte Lanz nach dem Waffenstillstand von Compiègne mit den Resten seines Regiments das besetzte Gebiet und trat den Rückmarsch in die Heimat an. Hier wurde er nach der Demobilisierung zunächst beurlaubt und schied dann 1919 aus dem aktiven Militärdienst.

### Mediziner
Nach seiner Verabschiedung nahm Lanz ein Studium der Medizin an der Ludwig-Maximilians-Universität München auf um Arzt zu werden. Dieses schloss er 1922 mit Staatsexamen und Promotion ab. Es folgten zwei Jahre als Assistent bei Hermann Stieve in Halle. Bereits 1926 habilitierte er sich mit einer Schrift über Bau und Funktion des Nebenhodens, wiederum in München; 1931 wurde er dort zum außerplanmäßigen Professor ernannt. Aufgrund seiner Ehe mit einer Jüdin wurde er von den nationalsozialistischen Machthabern im Oktober 1938 vorübergehend aus dem Hochschuldienst entlassen, erhielt aber auf Vermittlung von Ferdinand Sauerbruch einen Forschungsauftrag des Reichsforschungsamtes. Er leitete von 1939 bis 1945 das Forschungsinstitut „Praktische Anatomie“.
Nach Ende des Zweiten Weltkriegs wurde Lanz im Dezember 1945 wieder als Professor an die Münchner Universität berufen, im Juni 1947 Ordinarius und Direktor des dortigen Anatomischen Instituts, das er über die Altersgrenze hinaus bis zu seinem Tod Anfang 1967 leitete.

## Bedeutung
Titus von Lanz leistete Beiträge zu Bau und Funktion der männlichen Keimdrüsen und zur Form der Rückenmarkhäute. Besondere Bedeutung erlangte jedoch sein mit Werner Wachsmuth begonnenes Werk Praktische Anatomie, Lehr- und Hilfsbuch der anatomischen Grundlagen ärztlichen Handelns. Neuartig an der Darstellung der Anatomie durch von Lanz und Wachsmuth war die konsequente Orientierung an der praktischen Anwendung durch den Arzt; besonders der 1935 erschienene, den menschlichen Arm behandelnde dritte Band erregte auch international Aufsehen. Das Werk war auch 1967, als von Lanz starb, nicht vollendet und wurde von anderen Bearbeitern fortgeführt; es erschien zum vorläufig letzten Mal im Jahr 2004.